# Black Isle Studios
A Black Isle Studios az Interplay videójáték fejlesztő és kiadóvállalat egyik játékfejlesztő részlege, mely főleg számítógépes szerepjátékok készítésére specializálódott.
Bár már 1996-ban megalakult, a Black Isle Studios nevet csak 1998-tól, a Fallout 2 megjelenése óta használja. A név az alapító, Feargus Urquhart ötlete volt, aki skót származású. Leginkább az első két Fallout-játék készítőiként ismertek, valamint a kritikailag elismert Planescape: Torment-ről, és az Icewind Dale-ről. A cég 2003-ban szűnt meg, az Interplay csődjével egyidejűleg, majd 2012-ben feltámasztásra került azzal a céllal, hogy új szerepjátékokat fognak fejleszteni. Azóta a Black Isle csak névleg létezik, utolsó játékuk, amelyet kiadtak, a 2021-es Baldur's Gate: Dark Alliance remaster volt.

## Története
1996-ban alapították, nevét a vezetője, Feargus Urquhart adta, skót származása okán. Noha hozzájuk kötik az első Fallout készítését is, a valóságban ezt nem teljes egészében ők csinálták, hanem az Interplay egyik önálló csapata, amely aztán beléjük tagozódott. 1998-ban több fontos ember távozott, mivel nem tudtak megegyezésre jutni abban a kérdésben, hogy hogyan épüljön fel a csapat a következő fejlesztéshez és megalapították a Troika Gamest. Ezután készítették a nagy sikereket hozó Fallout 2, Planescape: Torment, és Icewind Dale című játékokat. A Baldur's Gate első és második részét ugyan nem ők, hanem a Bioware készítette, a kiadás rajtuk keresztül történt.
Az Interplay romló anyagi helyzete kihatással volt a folyamatban lévő fejlesztésekre. Le kellett állítaniuk a Torn névre hallgató, a rajongók és a kritika által is várt szerepjátékuk fejlesztését, valamit a Stonekeep 2-t is, helyette az Icewind Dale II-t kellett megcsinálniuk a kiadó kérésére, mert attól gyors bevételt reméltek. Utolsó fejlesztésük a "Baldur's Gate: Dark Alliance II" volt. 2003. december 8-án, mivel az Interplay csődöt jelentett, az egész csapatot szélnek eresztették, a stúdiót pedig bezárták.  Ekkor három játékuk állt fejlesztés alatt, amelyeket ezzel hivatalosan töröltek is: a Baldur's Gate III: The Black Hound, a Baldur's Gate: Dark Alliance III, és a Fallout 3. A csapat nagy része új céget alapított Obsidian Entertainment néven.
2012. augusztus 22-én az Interplay bejelentette, hogy a stúdió kilenc év után újra létrejött, viszont már csak két ember maradt meg az eredeti stábból: Chris Taylor és Mark O'Greene. Céljuk ismét szerepjátékok készítése lett, az első projekt pedig a Fallout MMORPG-jogok elvesztése után a Project V13 kódnevű játék áttervezése lett. Ehhez az interneten próbáltak pénzt gyűjteni, az úgynevezett Black Isle Mayan Apocalypse Replacement (BIMAR) programon keresztül. Bár a fejlesztés hivatalosan soha nem állt le, ténylegesen 2015 óta nem végeztek rajta érdemi munkát.

## Játékok

### Saját fejlesztésű játékok
- Fallout (1997)
- Fallout 2 (1998)
- Planescape: Torment (1999)
- Icewind Dale (2000)
- Icewind Dale: Heart of Winter (2001)
- Icewind Dale: Heart of Winter - Trials of the Luremaster (2001)
- Icewind Dale II (2002)
- Baldur’s Gate: Dark Alliance II (2004)

### Kiadott játékok
- Baldur’s Gate (1998)
- Baldur’s Gate: Tales of the Sword Coast (1999)
- Baldur’s Gate II: Shadows of Amn (2000)
- Baldur’s Gate II: Throne of Bhaal (2001)
- Lionheart: Legacy of the Crusader (2003)

### Gyűjteményes kiadások
- Black Isle Compilation (2002)
- Black Isle Compilation Part Two (2004)

### Leállított fejlesztések
- Stonekeep 2: Godmaker (2001)
- Torn (2001)
- Fallout 3 (Van Buren) (2003)
- Baldur’s Gate III: The Black Hound (2003)
- Baldur’s Gate: Dark Alliance III (2004)
- Project V13 (201?)